# 木浪河水库
木浪河水库，位于中国贵州省兴义市清水河镇境内，地处兴义城区西北40公里的木浪河上。总库容4710万立方米，兴利库容4095万立方米，调洪库容105万立方米。正常蓄水位1225米，最大水面面积218.7万平方米。大坝为细石混凝土砌块双曲薄拱坝，最大坝高70.5米，坝顶中心弧长120米，顶宽3米，底宽7.8米。坝后电站装机容量500千瓦，年发电量3000万千瓦时。库区沿岸及上游植被较差，水土流失较为严重。水库有效灌溉面积1760.67公顷，同时向兴义市城区年供水3240万立方米。南昆铁路经过水库西岸。